# Dumb Love
Dumb Love è un singolo della cantante britannica Mimi Webb, pubblicato l'11 giugno 2021 come secondo estratto dal primo EP Seven Shades of Heartbreak.

## Video musicale
Il video musicale, diretto da Elliot Simpson, è stato reso disponibile su YouTube in contemporanea con il lancio del singolo.

## Tracce
Testi e musiche di Amelia Webb, Amie Miriello, Garen Gueyikian e Johnny Black.
1. Dumb Love – 3:27

## Classifiche
| Classifica (2021) | Posizione massima |
| ----------------- | ----------------- |
| Australia         | 43                |
| Irlanda           | 12                |
| Nuova Zelanda     | 24                |
| Regno Unito       | 12                |
| Svezia            | 69                |